# Earl Snakehips Tucker

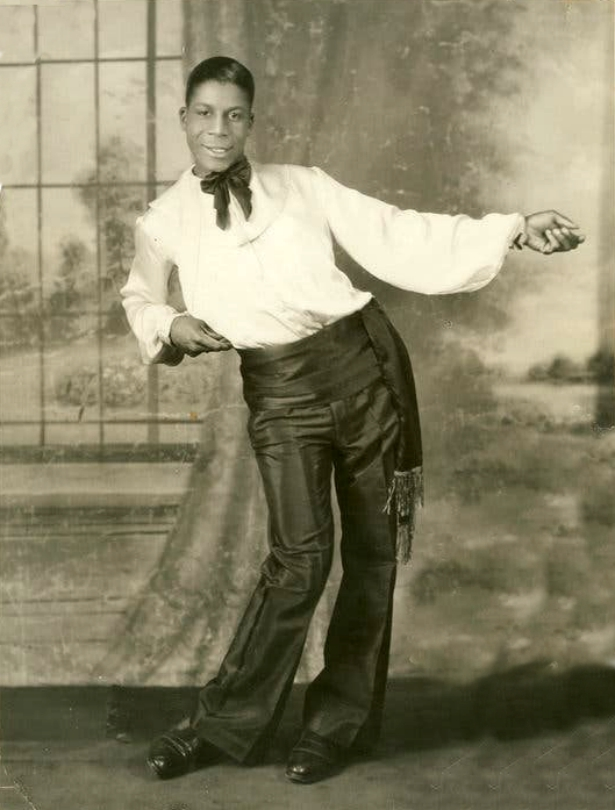
Earl „Snakehips“ Tucker

Earl „Snakehips“ Tucker (* 14. August 1906 in Baltimore, Maryland; † 14. Mai 1937 in New York City) war ein US-amerikanischer Tänzer und Entertainer, der im Harlem der 1920er-Jahre als „Human Boa Constrictor“ (deutsch: Menschliche Abgottschlange) bekannt wurde und dort mit dem „Snakehips“ einen neuen Tanzstil etablierte.

## Leben und Karriere
Nach einigen Jahren als Straßenkünstler in seiner Heimatstadt Baltimore wurde Tucker von der damaligen Jazzgröße Duke Ellington entdeckt. Mit dessen Band hatte er als „Human Boa Constrictor“ wöchentlich mehrere Auftritte in verschiedenen New Yorker Nachtclubs, beispielsweise in dem während der Prohibition sehr populären Cotton Club, dem Savoy Ballroom oder Connie’s Inn. Zu einem festen Programmbestandteil wurde er dort in den 1920er-Jahren mit seinem als „Snakehips“ bezeichneten Tanzstil, der sich durch das weite Kreisen der Hüfte und schnelle Handbewegungen auszeichnet. Dieser gilt heute in Fachkreisen als Grundlage für die Bühnenperformances unter anderem von Elvis Presley und Michael Jackson.
Sein Aufstieg zu einer festen Größe des Nachtlebens in Harlem führte ab dem Jahr 1930 auch zu vereinzelten Filmrollen. So tanzte er beispielsweise unter dem Pseudonym „Snake Hips“ in Benny Rubins Kurzfilm Crazy House. Den vorläufigen Höhepunkt seiner Karriere erreichte er 1935, als er eine Rolle in dem knapp zehnminütigen Musikfilm Symphony in Black: A Rhapsody of Negro Life von Fred Waller erhielt, an dem außer ihm u. a. noch Duke Ellington und Billie Holiday mitwirkten. Er starb am 14. Mai 1937 in seiner langjährigen Wirkungsstätte New York City im Alter von 30 Jahren.

## Filmografie
- 1930: Crazy House
- 1930: Love in the Rough
- 1930: The March of Time
- 1935: Symphony in Black: A Rhapsody of Negro Life
- 1935: Meet the Professor